# Umbraculum umbraculum
Umbraculum umbraculum é uma espécie de molusco pertencente à família Umbraculidae.
A autoridade científica da espécie é Lightfoot, tendo sido descrita no ano de 1786.
Trata-se de uma espécie presente no território português, incluindo a zona económica exclusiva.

## Galeria

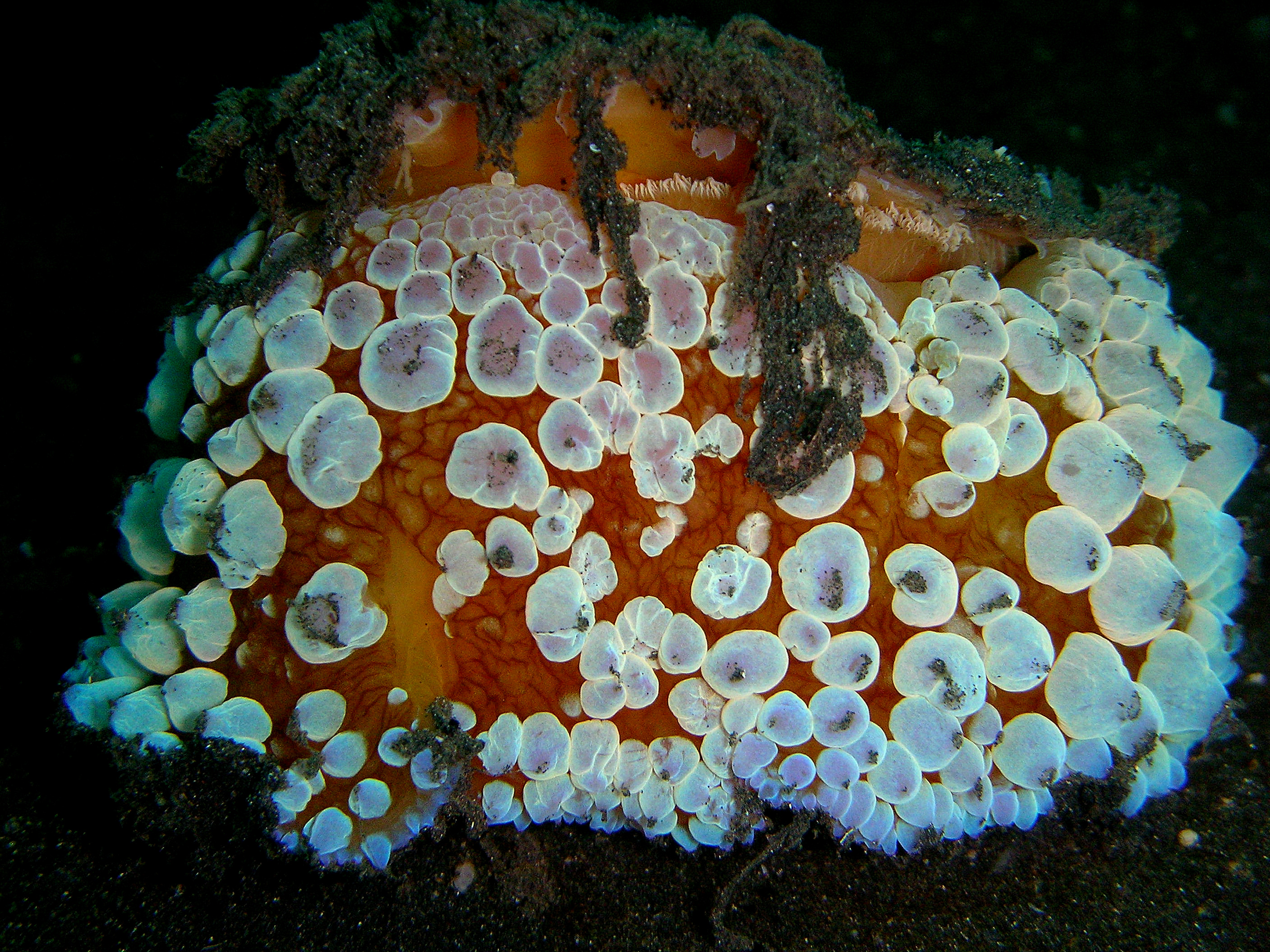
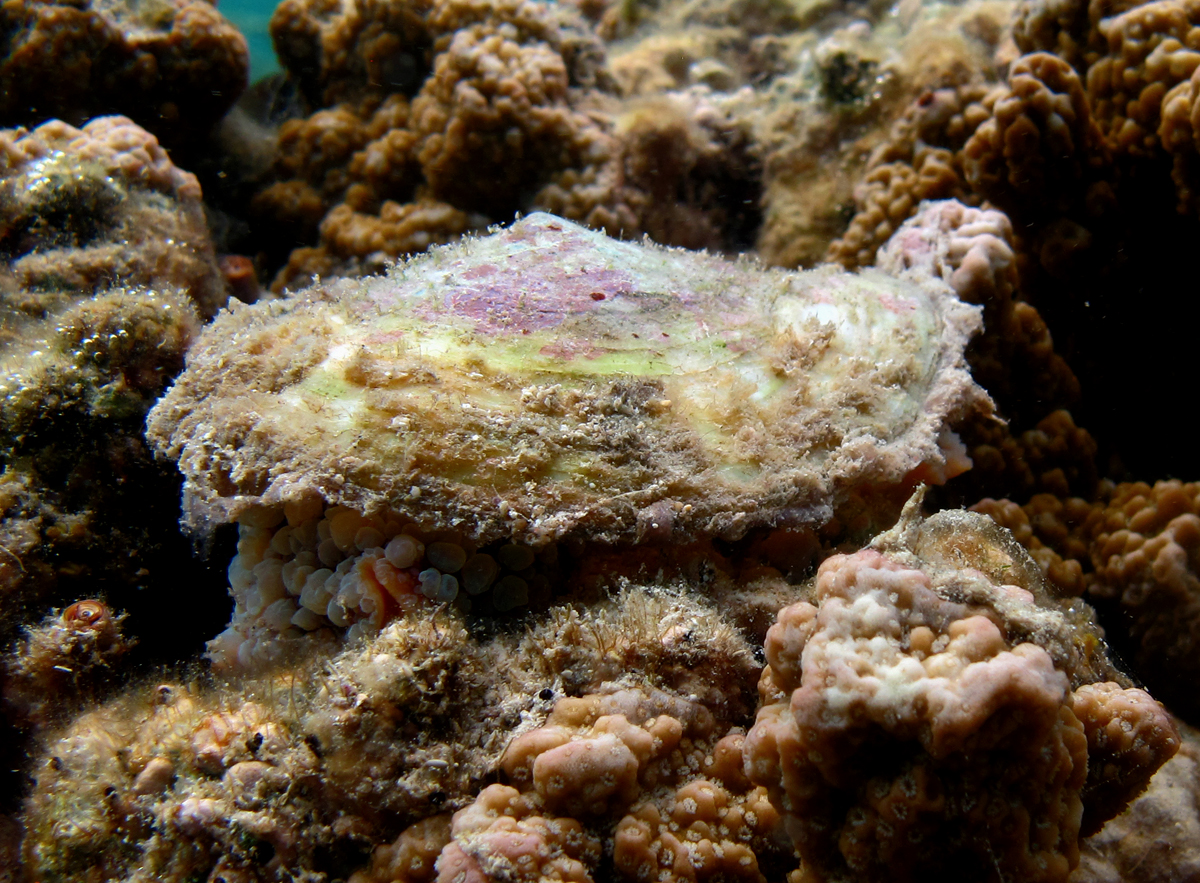
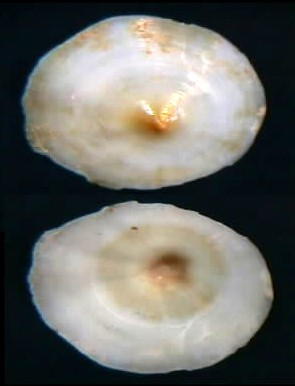
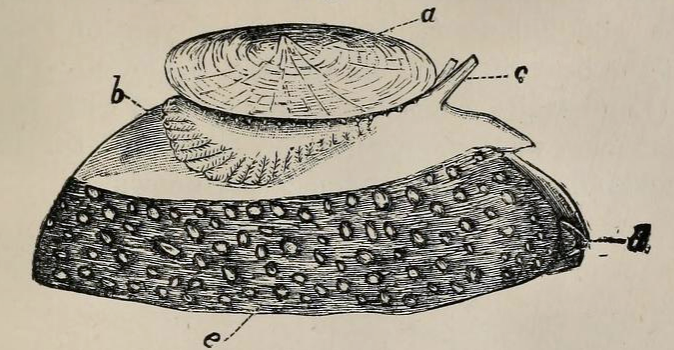